# Gorham (New Hampshire)
Gorham – miasto w Stanach Zjednoczonych, w stanie New Hampshire, w hrabstwie Coös, położone nad rzeką Androscoggin.